# Стоунер-рок
Сто́унер-рок (англ. stoner rock, укр. обкурений рок) і стоунер-метал (англ. stoner metal) — близькі поняття, які мають на увазі певні піджанри рок- і метал-музики. Назва походить від сленгового слова «stoned» — "обкурений". Стоунер-рок — це, як правило, повільна або середньотемпова музика. Включає елементи психоделічного року, блюз-року та дум-металу. Також основними характеристиками жанру є мелодійний вокал і стилізація записів у дусі ретро-року 1970-х. Стоунер-рок виник в ранніх 1990-х на основі творчості каліфорнійського гурту «Kyuss».